# رومانيا بونيل برات بينروز
الدكتورة إستر رومانيا بونيل برات بينروز (8 أغسطس 1839 - 9 نوفمبر 1932) هي شخصية بارزة من أعضاء كنيسة يسوع المسيح لقديسي الأيام الأخيرة في ولاية يوتا خلال نهاية القرن التاسع عشر وبداية القرن العشرين. اشتهرت بأنها أول امرأة من أعضاء كنيسة يسوع المسيح تحصل على درجة دكتور في الطب وبأنها أول طبيبة في ولاية يوتا.

## نشأتها
ولدت رومانيا بونيل في واشنطن تاونشب، إنديانا لوالديها لوثر بونيل وزوجته إستر مندنهال. انضم والدا رومانيا إلى كنيسة يسوع المسيح لقديسي الأيام الأخيرة قبل عام 1845، وفي غضون عام انتقلت عائلتها من إنديانا إلى ناوفو، إلينوي، من أجل الانضمام إلى المجتمع. في عام 1846، في أعقاب تعرضهم للاضطهاد الديني المستمر في ناوفو، رحلت عائلة رومانيا مع القديسين الآخرين إلى وينتر كوارترز. خشي والد رومانيا أن تموت زوجته بسبب سوء صحتها في حال بقائهم في وينتر كوارترز، ولذلك، اتخذ لوثر بونيل قرارًا بأخذ العائلة إلى نيو ماركت، ميزوري على الرغم من توسلات بريغهام يونغ بأن يبقوا ومنحهم وعدًا ببناء منزل لهم بأقصى سرعة. بعد إقامة قصيرة في نيو ماركت، ذهبت العائلة إلى ولاية أوهايو، حيث وُلد لوثر بونيل. بعد سماعه قصصًا عن الذهب في كاليفورنيا، ذهب لوثر بونيل إلى الغرب في عام 1849، حيث عمل في مناجم الذهب وتوفي من حمى البرد أثناء العمل هناك. انتقلت رومانيا بونيل وعائلتها إلى كروفوردسفيل، إنديانا. منذ أن كانت رومانيا في سن العاشرة وحتى السادسة عشرة، درست في مدرسة الزراعة الغربية التي أسسها الكويكر في أوهايو، ثم في مدرسة ثانوية للبنات في كروفوردسفيل، إنديانا.
خشيت والدة رومانيا أن تتأثر ابنتها بعقائد غير مورمونية وأن تتزوج من شخص يعتنق ديانة أخرى، ولذلك باعت منزلها في كروفوردسفيل وانتقلت بعائلتها إلى يوتا. جرى تعميد رومانيا بونيل في أتشيسون، كانساس في 31 مايو 1855، قبل أن تنتقل إلى إقليم يوتا بوقت قصير. ذهبت إلى الغرب مع والدتها وأختها وأخيها في قافلة جون هيندلي. قطعوا مسافة استغرقت أربعة أشهر طويلة قبل وصولهم إلى وادي سولتي ليك. بعد وصولها إلى يوتا بوقت قصير، عملت رومانيا بونيل في مدرسة بريغهام يونغ. في عام 1857، عادت والدة رومانيا إلى إنديانا لاستلام المال المستحق للعائلة وتركت رومانيا مسؤولة عن أخوتها الأصغر سنًا لمدة ستة أشهر. بعد عودة والدتها بوقت قليل، انتقلت العائلة من مدينة سولت ليك إلى بروفو، يوتا، في إطار الإخلاء الناجم عن اقتراب جيش جونستون.

## زواجها وعائلتها
في 23 فبراير 1859، تزوجت رومانيا زوجها الأول، بارلي برات جونيور، الابن الأكبر لبارلي برات. على مدى السنوات التالية، أنجبت رومانيا وبارلي سبعة أطفال، عاش خمسة منهم حتى سن البلوغ.
في عام 1881، تطلقت رومانيا من برات. تزوجت بعدها زوجها الثاني، تشارلز بينروز، في 11 مارس 1886. أصبح تشارلز لاحقًا عضوًا في رئاسة كنيسة يسوع المسيح لقديسي الأيام الأخيرة وكانت هي زوجته الثالثة.

## دخول مهنة الطب
في عام 1873، سمعت رومانيا الرئيس بريغهام يونغ يتوسل لنساء الكنيسة بدراسة الطب. برزت الحاجة آنذاك للقابلات والطبيبات في يوتا، بسبب عدم قبول معظم الأطباء الذكور المساعدة في علاج النساء سواء كُن يعانين من المرض أو بحاجة إلى عمليات الولادة. قبل أن تلتحق رومانيا بكلية الطب في فيلادلفيا، قضت بعض الوقت في نيويورك لمساعدة زوجها في تحرير سيرة والده، بارلي برات. بعد العمل على السيرة الذاتية، ذهبت إلى كلية الطب للنساء في مدينة نيويورك، ومن ثم إلى كلية الطب للنساء في ولاية بنسلفانيا، تاركة خمسة من أطفالها برعاية والدتها. تُعزى رغبتها في أن تصبح طبيبة إلى وفاة طفليها قبل أن يبلغا الثالثة من عمرهما. على إثر ما شعرت به من ألم فقدان أطفالها الصغار، لم ترغب رومانيا في أن تتعرض الأمهات الأخريات لنفس هذا الحزن. بفهمها العميق للحاجة الكبيرة للأطباء المهرة في يوتا، أرادت أن تُحدث تغييرًا وتساعد في تخفيف معاناة الألم قدر الإمكان.
أظهرت رومانيا اجتهادًا كبيرًا في دروسها في كلية الطب للنساء في مدينة نيويورك خلال الفصل الدراسي الأول، ولكنها شعرت بأنها متأخرة بالفعل عن زملائها. خلال الصيف السابق لتدريبها الأول في الكلية، عملت رومانيا بجد ليس فقط لتعويض تأخرها عن زملائها ولكن للتفوق عليهم كذلك في مجال الطب. بينما كان زملاؤها يستمتعون بعطلة الصيف، عملت رومانيا بجد بما يكفي لتصبح أول امرأة تلتحق بكلية بيلوفيو. برعت في مجال تشريح الأجسام وغالبًا ما ضُرب المثل بها طالبة نموذجية وكانت محل إعجاب الأساتذة بفضل عملها الرائع. بعد عام واحد من الدراسة، لم تعُد رومانيا تملك المال. أخبرت بريغهام يونغ بشأن حالتها المادية. بدوره، تحدث مع رئيس جمعية الإغاثة إليزا سنو التي ساهمت، إلى جانب شقيقاتها في جمعية الإغاثة في زيون، في جمع الأموال لإرسال رومانيا مرة أخرى إلى الشرق لاستكمال دراستها. نظرًا لعدم كفاية المال، عادت رومانيا إلى الشرق ولكن للدراسة في كلية النساء في ولاية بنسلفانيا.